# جون فرنسيس بيرك
جون فرنسيس بيرك هو طبيب أسنان وسياسي كندي، ولد في 8 فبراير 1923 في كندا، وتوفي بنفس المكان في 4 أغسطس 2006. حزبياً، نشط في جمعية المحافظين التقدمية لنوفا سكوشا.